# Guerres culturelles aux États-Unis
Pour la « guerre culturelle » entre l'État allemand et l'Église catholique dans les années 1870, voir Kulturkampf.
Les guerres culturelles désignent des débats profonds qui s’intensifient depuis les années 1960 au sein de la société américaine et qui concernent des enjeux moraux. Ces débats sont marqués par une polarisation du public autour de positions immuables fondées sur des conceptions opposées de l’ordre moral et culturel. Ils concernent des enjeux tels que le droit à l’avortement, les droits des homosexuels, l’éducation publique, la discrimination positive, le financement public des arts et le système de justice. Ce phénomène est remarqué par des chercheurs au tournant des années 1990, notamment par le sociologue James Davison Hunter (en),. En 1991, il publie le livre Culture Wars: The Struggle to Define America (en) qui popularise le concept dans les milieux spécialisés en politique américaine et a alimenté les discussions sur l’ampleur de la polarisation au sein de la population américaine. Dans ce livre, il construit un modèle qui décrit les comportements politiques des Américains suivant une polarisation autour d’enjeux saillants. Ce modèle substitue les explications économiques traditionnelles, telles que les différences entre classes sociales. Ce terme va se répandre dans le discours médiatique et public dès 1992 à la suite de l’allocution du commentateur conservateur Pat Buchanan devant la convention du Parti républicain,,,. Durant ce discours, il accuse le candidat démocrate et futur président Bill Clinton d’adopter un programme politique féministe, en faveur des droits des homosexuels et d’être en contradiction avec les valeurs des Américains ordinaires, faisant « l’âme des États-Unis » l’ultime enjeu des élections présidentielles de 1992.

## Enjeux des guerres culturelles

### La famille
Plusieurs enjeux reliés aux guerres culturelles concernent la famille, notamment le droit à l’avortement, le rôle de la femme au sein de la famille ainsi que les droits des homosexuels. Selon le sociologue James Davison Hunter il s’agit du champ de bataille le plus évident en raison de son importance fondamentale comme institution dans la société américaine.
L’enjeu de l’avortement oppose les partisans du droit à l’avortement, qualifié de pro-choix, car selon eux, le choix de continuer ou de terminer la grossesse reviendrait à la femme enceinte, et les pro-vies, qui considèrent que la vie du fœtus prime sur le choix de la mère. Pour les pro-vies religieux, la vie du fœtus est sacrée et l’avortement est un meurtre. Selon Ted Mouw et Michel Sobel, ce débat est l’incarnation typique des guerres culturelles en raison de l’intransigeance des partisans de chaque côté. D’après James Davison Hunter ce débat n’est pas simplement l’expression d’une différence d’opinions et dépasse la controverse autour de l’avortement en tant que tel. Car, cette remise en question des obligations et des permissions de la femme au sein de la « famille bourgeoise » et de la société serait ultimement un affrontement sur la manière d’organiser la vie commune des Américains.

### L’éducation
Plusieurs débats qui se rapportent à l’éducation s’orientent autour de l’opposition entre la laïcité et la présence de la religion et concernent, entre autres, la prière à l’école, l’éducation sexuelle, l’enseignement de la théorie de l’évolution et le corpus des sciences sociales. Suivant la typologie de James Davison Hunter, les progressistes reprochent aux orthodoxes de tenter d’imposer leur foi particulière aux étudiants, de remettre en question l’idéal libéral démocratique des États-Unis et de contrevenir au principe de séparation entre l’église et l’État. Les orthodoxes accusent les progressistes de soutenir un programme « humaniste et séculier », de promouvoir des idéaux anti-chrétiens et de sous-représenter les valeurs familiales traditionnelles et de la libre entreprise. Certains chercheurs considèrent que la controverse liée à l’enseignement de la théorie de l’évolution relève des guerres culturelles, car, pour certains créationnistes, l’opposition envers les enseignements de Charles Darwin provient de préoccupations morales plutôt que scientifique. Ces derniers lient le déclin moral de la société américaine avec l’enseignement de principes non chrétiens. Selon James Davison Hunter, l’éducation est un champ de bataille important parce qu’au-delà des connaissances et des compétences techniques, les écoles sont les principaux lieux de « reproductions des identités nationales et communautaires pour les générations futures d’Américains».

## Le modèle de James Davison Hunter
Le sociologue James Davison Hunter élabore un modèle sociologique autour du concept des guerres culturelles. Il affirme que cette division du public est quelque chose de plus complexe qu’une simple différence d’opinions. Selon lui, les différentes joutes saillantes concernant les enjeux moraux qui polarisent la société américaine sont reliées entre-elles par un litige culturel principal. Il s’agit d’une lutte autour de l’identité nationale et de la domination de la signification de l’Amérique où chaque clan se considère comme les représentants légitimes de celles-ci. L’origine de la division croissante entre les Américains provient de deux impulsions contraires, une impulsion vers l’orthodoxie et une impulsion vers le progressisme. Les individus rattachés à l’impulsion orthodoxe défendent, par exemple, des positions telles que l’interdiction de mariage entre conjoints du même sexe, le créationnisme et l’économie de marché. Les individus rattachés à l’impulsion progressiste défendent des causes comme les droits des homosexuels, les droits de la femme, le financement public des arts et de l’éducation et la séparation entre l’église et l’État. Les individus associés à l’un ou l’autre des impulsions tentent de dominer les « moyens de production culturels » pour détenir le « pouvoir de définir le sens de l’Amérique ».
Dans ce modèle l’élément qui provoque la polarisation est la source de l’autorité morale. Pour Hunter, ce qui unit les orthodoxes, c’est « l’engagement de la part des adhérents envers une autorité externe, transcendante et définissable ». Cette autorité fournit un ensemble de lignes de conduite pour l’individu et la collectivité qui sont valables et suffisantes en tout temps. C’est notamment le cas des fondamentalistes religieux, comme certains évangéliques chrétiens pour qui la Bible doit être lue littéralement et pour qui l’autorité suprême est celle du Dieu chrétien. La source de l’autorité morale chez progressiste dépend du Zeitgeist et est marqué par l’esprit du rationalisme et du subjectivisme. La vision du monde qui caractérise l’impulsion progressive a tendance à « recontextualiser les croyances historiques à la lumière des suppositions dominantes de la vie moderne ». Hunter remarque que certains individus qui adoptent ce point de vue peuvent justifier la moralité de l’homosexualité grâce à la Bible, ou interpréter les passages contenant de l’homophobie dans la Bible comme une preuve qu’il s’agit d’un document humain et ne pas rejeter, pour autant, leur homosexualité et leur foi. Hunter souligne que ce n’est pas la religiosité qui alimente la polarisation, mais la manière dont celle-ci est perçue à travers le prisme de la source de l’autorité de morale. Les différentes impulsions vont occasionner autour d’elles des alliances inusitées qui transcendent les divergences doctrinales, lorsque celles-ci avaient été, selon Hunter les causes des conflits culturelles dans le passé.
Une caractéristique qui marque les guerres culturelles est la profonde hostilité que démontrent les individus pour les adhérents des impulsions opposés. Hunter considère que les différents enjeux représentent des champs symboliques et que le maintien de symboles communs est essentiel à la vie collective. Les points de dissension étant fondés sur des conceptions fondamentalement diffèrent de l’autorité morale, la position de l’autre est considérée comme antinomique avec les valeurs accordées à l’essence symbolique de la nation. Les adhérents d’une impulsion vont considérer les adhérents de l’impulsion inverse comme des ennemis, pour se représenter eux-mêmes comme les défenseurs des institutions et des traditions de la société américaine. Le langage utilisé par les individus situés aux deux pôles, pour décrire leurs adversaires, est similaire : l’autre est considéré comme extrémiste dans ses positions, intolérant par rapport à ceux qui ne partagent pas ses valeurs et infidèle envers les valeurs centrales des États-Unis.

## Réception des thèses de James Davison Hunter
Le modèle des guerres culturelles de James Davison Hunter ainsi que le thème de la polarisation de la population américaine sur les enjeux moraux ont animé une certaine partie de la communauté universitaire. Le modèle fut testé à travers diverses publications scientifiques produisant des résultats disparates. La principale critique formulée contre la thèse des guerres culturelles est que si la polarisation sur certains enjeux saillants est évidente et profonde chez les élites associées à ceux-ci, la division ne se manifeste pas de manière explicite dans la population en général qui demeure plutôt modérée. Cette nuance est soulignée par James Davison Hunter dès 1991. Une autre critique stipule que si l’on retrouve une homogénéité de point de vue chez les élites politiques qui suivent une même impulsion, dans la population américaine l’adoption des perspectives est moins cohérente avec le modèle des guerres culturelles : d’un enjeu à l’autre, les individus disposent d’opinions associées aux deux pôles.
Le politologue Morris Fiorina de l’université Standford remet en question le modèle développé par Hunter et l’associe au mythe de la « 50/50 nation ». Il remarque que, suivant les élections de 2000, sont apparues des représentations des États-Unis à l’aide de carte où les États sont séparés entre les rouges et bleus : les États en rouge représentent ceux dont la population s’associe majoritairement au Parti républicain et aux idéaux conservateurs la population de ceux en bleu supporte le parti démocrate et d’orientation libérale. Il remarque qu’il y a des différences idéologiques entre les populations de ces États, mais qu’il y a aussi des similitudes et que les différences ne sont pas assez drastiques pour être catégorisées comme des guerres culturelles. Fiorina avance plutôt que la population américaine est modérée et que la polarisation est un indice important seulement chez l’élite des partis. De plus, la division géographique illustrée par les cartes colorant les États selon l’allégeance partisane n’est pas un marqueur significatif, plutôt, les facteurs économiques sont des explications plus juste pour comprendre le comportement électoral des Américains. La polarisation qui est marquée chez les élites aurait aussi tendance à décourager la participation politique de la population des États-Unis.
Alan Abramowitz est un défenseur de la thèse de la polarisation et répond aux critiques formulées par Morris Fiorina et d’autres. Selon lui la polarisation croissante des élites remarquées durant les élections de 2000 et de 2004 s’accompagne d’une participation accrue au sein de la population qui n’est pas découragée par le comportement des élites. Pour d’autres chercheurs, les enjeux des guerres culturelles ont un tel impact sur les électeurs, que leurs opinions par rapport à ceux-ci les pousseraient à évaluer leur appartenance partisane et religieuse. Ce qui vient contredire une perception populaire dans l’étude du comportement politique des Américains que c’est l’appartenance partisane qui est responsable de la position qu’un individu adopte par rapport à un enjeu saillant.
En 2024, revenant lui-même sur le sujet, James Davison Hunter mobilise des concepts nietzschéen pour une nouvelle lecture de la situation : sous l'apparence de cultures divergentes se trouverait en fait une culture commune « nihiliste » où chacun se présenterait en victime menacée dans son identité au point de ne plus pouvoir tolérer l'existence de l'autre. Là où les conflits précédents se faisaient dans une visée commune de réconciliation déterminée par les idéaux fondateurs, on aurait aujourd'hui dans les groupes partisans en conflit « une culture commune enracinée dans le tribalisme identitaire, alimentée par le ressentiment et guidée non par des différences sur des idéaux partagés, mais par une détermination fervente à anéantir l’opposition [...] dans la lutte sans fin pour la position et le pouvoir ».

## Nouveaux enjeux des guerres culturelles
La question de la liberté de religion s’est transformée suivant les acquis légaux de la communauté LGBT durant la décennie de 2010 : le débat est caractérisé par un conflit entre les libertés religieuses de certains chrétiens et libertés civiles des individus de la communauté LGBT. Un exemple fort médiatisé fut celui de Kim Davis : cette greffière municipale a refusé de donner un certificat de mariage à un couple homosexuel pour des raisons religieuses contrevenant ainsi à l’arrêt Obergefell v. Hodges qui garantit le mariage homosexuel comme un droit constitutionnel. Cette dernière a passé du temps derrière les barreaux pour outrage au tribunal relativement à cette affaire. Certaines organisations veulent des exemptions en se basant sur la liberté de religion comme le cas de Hobby Lobby : cette chaîne de magasins d’artisanat a bénéficié d’exemption par rapport à la Loi sur la Protection des Patients et les Soins Abordables relativement au moyen de contraception sur des bases de liberté religieuse. Certains États ont tenté de passer des lois pour permettre de pratiquer la liberté religieuse et de contourner les jugements de la Cour suprême sur le mariage gay. C’est notamment le cas de l’Indiana en 2015 où le gouverneur et futur Vice-Président, Mike Pence, a signé le Religious Freedom Restoration Act.
Le débat autour de la liberté d’expression s’est transformé dans les décennies suivant la publication en 1991 de Culture Wars : The Struggle to Define America de James Davison Hunter. Cette joute culturelle est marquée par l’opposition entre des défenseurs de la liberté d’expression et ce qu’ils considèrent comme une inflation du politiquement correct. Le candidat à la présidence et vainqueur en 2016, Donald Trump a été un fervent critique du politiquement correct. Les campus universitaires sont aussi devenus un lieu où cette guerre s’exerce : certains conservateurs accusent les universités qu’en plus de limiter la liberté d’expression des conservateurs (plainte soulignée par James Davison Hunter en 1991), elles isolent les étudiants auprès d’idées divergentes à travers les safe space sur les campus universitaire et les trigger warnings.